# スコット・オルレンショー
スコット・オルレンショー（英語: Scott Ollerenshaw、1968年2月9日 - ）は、オーストラリアの元サッカー選手。元オーストラリア代表。ポジションはFW。

## クラブ歴
元々フォワードまたはウィンガーであり、国外に行く前にはセント・ジョージFC、シドニー・オリンピックFC、APIAライカート・タイガースFCに所属した。その後1992年にイングランドのウォルソールFCに加入、翌年に一旦APIAライカート・タイガースFCに戻るものの、1994年にマレーシアのサバFAに移籍した。サバFAには4シーズン在籍し、出場数以上の得点数を挙げ、1995年と1996年にはリーグ得点王に輝き、「赤毛のマラドーナ」（Ginger Maradona）の異名を取った。その後はオーストラリアに戻りノーザン・スピリットFCに加入したが、臀部に大怪我を負い選手を引退した。

## 代表歴
1987年、19歳の時にセント・ジョージFCの監督であり代表監督でもあったフランク・アロックによって代表出場を果たした。1988年のゴールドカップにも出場し、アルゼンチン代表を4-1のスコアで撃破している。また、ソウルオリンピックにも出場した。

## 引退後
現在はマレーシアのサバ州でサッカークラブのツアー、トーナメントに対するスポーツ・ツーリズムのビジネスを行っている。顧客にはマレーシアU-23代表やアジアのA代表もいる。
それ以外にはAstro SuperSportに出演してほか、オーストラリアの選手をアジアに送り出す仕事もしており、アダム・グリフィスをマレーシアに、バーニー・イビニ＝イセイ、ダニエル・マクブリーンを中国に送り出している。

## タイトル
- マレーシアリーグ得点王: 1995, 1996